# Megumi Kamionobe
Megumi Kamionobe (jap. 上尾野辺 めぐみ, Kamionobe Megumi; * 15. März 1986 in der Präfektur Kanagawa) ist eine japanische Fußballnationalspielerin.

## Vereinskarriere
Kamionobe spielt seit 2006 beim Albirex Niigata Ladies in der höchsten japanischen Liga.

## Nationalmannschaft
Kamionobe absolvierte ihr erstes Länderspiel für die japanische Nationalmannschaft am 13. Juli 2009 gegen Frankreich. Ihr erstes Tor für Japan erzielte sie am 10. März 2008 gegen Myanmar. Kamionobe absolvierte eines von sechs Spielen für Japan bei der 6. Frauenweltmeisterschaft 2011 in Deutschland.
Sie wurde auch für die WM 2015 nominiert und im zweiten und dritten Gruppenspiel jeweils eingewechselt, danach aber nicht mehr berücksichtigt.

## Erfolge
- Weltmeisterin bei der FIFA Frauen WM 2011 in Deutschland
- Vizeweltmeisterin 2015